# Zugliano
Zugliano (Zujan in veneto) è un comune italiano di 6 846 abitanti della provincia di Vicenza in Veneto.

## Geografia fisica
Il territorio comunale di Zugliano, situato sulla destra del torrente Astico, si estende dalla cima meridionale delle colline delle Bregonze ai piedi delle colline di Sarcedo dove la pianura si presentava fino a pochi decenni fa acquitrinosa, come testimonia il toponimo "Pescare".
Il terreno è per due terzi collinare (di origine vulcanica) - il punto più alto è il Monte di Valle (m. 345) - e per un terzo pianeggiante (di origine alluvionale), attraversato dal torrente Igna che nasce in comune di Carrè e che dopo aver toccato Centrale e Grumolo Pedemonte prosegue verso il territorio di Sarcedo.
Il clima è mite, favorevole alla vite, all'ulivo e all'orticoltura. I terreni sono in parte coltivati ma, al confine con Sarcedo e sulle Bregonze presso San Rocco e Montecucco, vi sono anche aree boscose piuttosto estese, dove prevalgono il carpino nero, la robinia, il frassino e la roverella.

## Origine dei nomi
Quasi certamente il toponimo "Zugliano" deriva dal nome proprio latino Iulianum, cioè fundus Julii o Julianus = podere di Giulio o di Giuliano.
Il nome di "Centrale" si presta a varie interpretazioni: per alcuni significa "centro della valle", per altri l'antico nome "Cinterale" deriverebbe da quello della famiglia che qui aveva il suo feudo.
"Grumolo Pedemonte" significa probabilmente "insieme di piccole colline (grumi) ai piedi del monte": sorge infatti su una serie di dossi in posizione amena e riparata.

## Storia

### Epoca antica e Medioevo
Reperti archeologici del IV secolo a. C. fanno supporre che il territorio fosse abitato dai Veneti, e di qui probabilmente passava "la pista dei Veneti"; poi fu vicus romano.
La documentazione in proposito, tuttavia, è obiettivamente scarsa, mentre interessanti sono i reperti relativi al periodo del dominio longobardo, documentato dal rinvenimento di una piccola necropoli, con una decina di guerrieri sepolti insieme al loro corredo militare.
Modeste anche le tracce relative ai secoli VIII e IX, epoca in cui presumibilmente sorsero in Zugliano prima la pieve di Santa Maria e poi le chiesette dei SS. Fermo e Rustico e di San Zenone, quest'ultimo di chiara origine benedettina. Nel IX secolo, periodo del rinnovamento religioso benedettino, molte terre furono bonificate; in quest'epoca presumibilmente sorsero dapprima la pieve di Santa Maria e poi le chiesette dei Santi Fermo e Rustico e di San Zeno, quest'ultimo di chiara origine benedettina.
Nel 917 tutto il territorio compreso tra la riva sinistra dell'Astico e quella destra del Brenta, incluso l'Altopiano di Asiago, fu donata dall'imperatore Berengario al vescovo Sibicone di Padova, con l'obbligo di costruire castelli e opere di difesa contro le incursioni degli Ungari.
Il primo dato storico riferentesi a Zugliano risale all'anno 983 ed è rappresentato da un passo del Privilegium del vescovo di Vicenza Rodolfo, che assegna o conferma ai benedettini di San Felice ingenti proprietà sul territorio e in cui si legge in Zullano caxale usum.
Di un castello i documenti più antichi non parlano, ma se ne trova traccia - a partire dal XIII secolo - in alcuni atti pubblici nei quali si legge in ora castelli et ecclesie sancti Zenonis, il che fa ritenere che il castello sorgesse nei pressi della chiesa di San Zeno, nel luogo che tuttora porta il toponimo "Castello"; ciò è confermato dal fatto che sul colle nei pressi della chiesa attuale sono emerse le fondamenta di antiche e solide muraglie. È altresì quasi certo che la genesi del castello medesimo dovrebbe coincidere con l'incastellamento della primitiva chiesa di San Zeno e risalire di conseguenza al X secolo, al tempo delle feroci scorrerie degli Ungari; tale ipotesi sembra avvalorata dalla constatazione che San Zeno era in posizione di gran lunga più sicura di quanto non fosse la pieve di Santa Maria, posta in pianura e completamente esposta.
Nulla si conosce sull'importanza e sulle vicende di questo castello, ma pare che esso non sia mai stato coinvolto in gravi fatti bellici e soggetto a distruzioni; l'ipotesi sembra avvalorata da documenti dei secoli successivi: un'importante "vicinia" ebbe luogo il 17 agosto 1494 in contracta castri super ipso castro prope ecclesiam S. Zenonis. Un atto pubblico del 1601, inoltre, fu rogato in villa de Zoian in contracta castri penes ecclesiam castri.
Si può quindi supporre ch'esso sia scomparso per altre cause, forse per la ricostruzione della chiesa di San Zeno o per l'erezione della sottostante Villa Giusti; la sua scomparsa può anche essere avvenuta lentamente e per gradi in concomitanza con l'inurbarsi della zona alta prospettante sulla strada "della Villa".
Sempre nella parte alta di Zugliano, a nord della chiesa parrocchiale, esiste tuttora una "via Castelletto", il cui toponimo fa sorgere il dubbio dell'esistenza di altra antica fortificazione della quale, tuttavia, non esiste nelle fonti storiche alcuna traccia. Dell'esistenza a Centrale di un castello non rimane alcuna traccia né in documenti né in reperti, ma risulta che i vescovi di Vicenza, che qui avevano giurisdizione, concedevano spesso nelle loro investiture anche il "castellaticum". In un atto di vendita del 1315, inoltre, si parla di terre di Centrale situate apud castrum.
Una via che si diparte dalla strada provinciale Thiene-Zugliano e conduce a Grumolo è tuttora denominata "castelliere". Anticamente tale via era assai più lunga in quanto collegantesi con la strada più a valle detta "delle Pescare", e sembra conducesse ad un insediamento fortificato posto nell'area ove sorge attualmente la Villa Vecchia Maddalena. Effettivamente, la villa poggia su una vasta platea che potrebbe risalire ad epoche più lontane del Seicento, quando essa fu costruita, ed aver costituito la base per un castellíere antico.
Nel Trecento, durante il periodo della dominazione scaligera, Zugliano fu ricompresa nel Vicariato di Thiene e nel Capitaniate di Schio. In questo paese ebbe origine la famiglia dei "da Zojano", che qui ebbe grandi possedimenti e probabilmente la casa in località Crosara; a Vicenza avevano il sepolcro nella chiesa dei Carmini.

### Epoca moderna
La storia civile di questo paese fu legata a Vicenza e alla Serenissima; fu anche profondamente legata alla storia religiosa: fra gli episodi di rilievo il dono della reliquia di Sant'Antonio di Padova, fatto nel 1656 dal canonico Dondi dell'Orologio alla Parrocchia e al Comune; nella seconda metà del Seicento le tre visite di Gregorio Barbarigo, vescovo di Padova, poi canonizzato.
In quel periodo, non certo facile per la povera gente, le famiglie Porto, proprietarie anche del castello di Thiene, possedevano l'attuale palazzo Usci, molte terre e due ruote da mulino sull'Astico, che azionavano un maglio da ferro e uno da rame. Erano imparentati con i conti Thiene, alla cui famiglia appartenne san Gaetano. Successivamente i beni di Zugliano passarono in eredità alla famiglia Trento da cui discese il conte Ottavio, fondatore nel 1810 dell'omonimo istituto a San Pietro, in Vicenza.
Personaggi importanti di quest'epoca furono: Valerio Zugliano, letterato vissuto a cavallo tra il 1400 e il 1500; di lui resta un'orazione con la quale si rivolgeva all'imperatore Massimiliano perché cessassero i soprusi delle truppe tedesche occupanti il Vicentino, durante la guerra della Lega di Cambrai nel 1509. Altri furono Antonio Zojano, ambasciatore veneto presso la Corte imperiale di Innsbruck nel 1510, padre di Girolamo Zojano, autore di una cronaca di Vicenza del periodo della Lega di Cambrai, e Alessandro Zojano, uomo d'armi al servizio di vari governi, verso la metà del Cinquecento.

### Epoca contemporanea
Nell'Ottocento Centrale e Grumolo, per secoli comuni orgogliosi della loro autonomia, furono accorpati a Zugliano.
Durante la prima guerra mondiale, il territorio di Zugliano venne fortificato, ma data la sua posizione riparata dalle Bregonze non subì bombardamenti, anzi Centrale e Grumolo accolsero anche profughi provenienti da Chiuppano e Carrè, più esposti al nemico. Vi ebbero stanza truppe inglesi, francesi e soprattutto italiane; inoltre fu sede dell'ospedaletto da campo n. 152. I caduti furono 67.
Nel corso della seconda guerra mondiale dovette accogliere un presidio tedesco, ma attiva fu qui la Resistenza, condotta dai giovani operanti nella Brigata Mazzini, che diede alla causa della libertà non piccolo tributo di sangue e sacrifici.
Nell'immediato dopoguerra anche da Zugliano molti giovani si trovarono senza lavoro ed emigrarono. Negli ultimi decenni, invece, grazie all'industriosità della sua gente, Zugliano è diventato uno dei centri più importanti dell'Alto Vicentino.

## Monumenti e luoghi d'interesse

### Architetture religiose

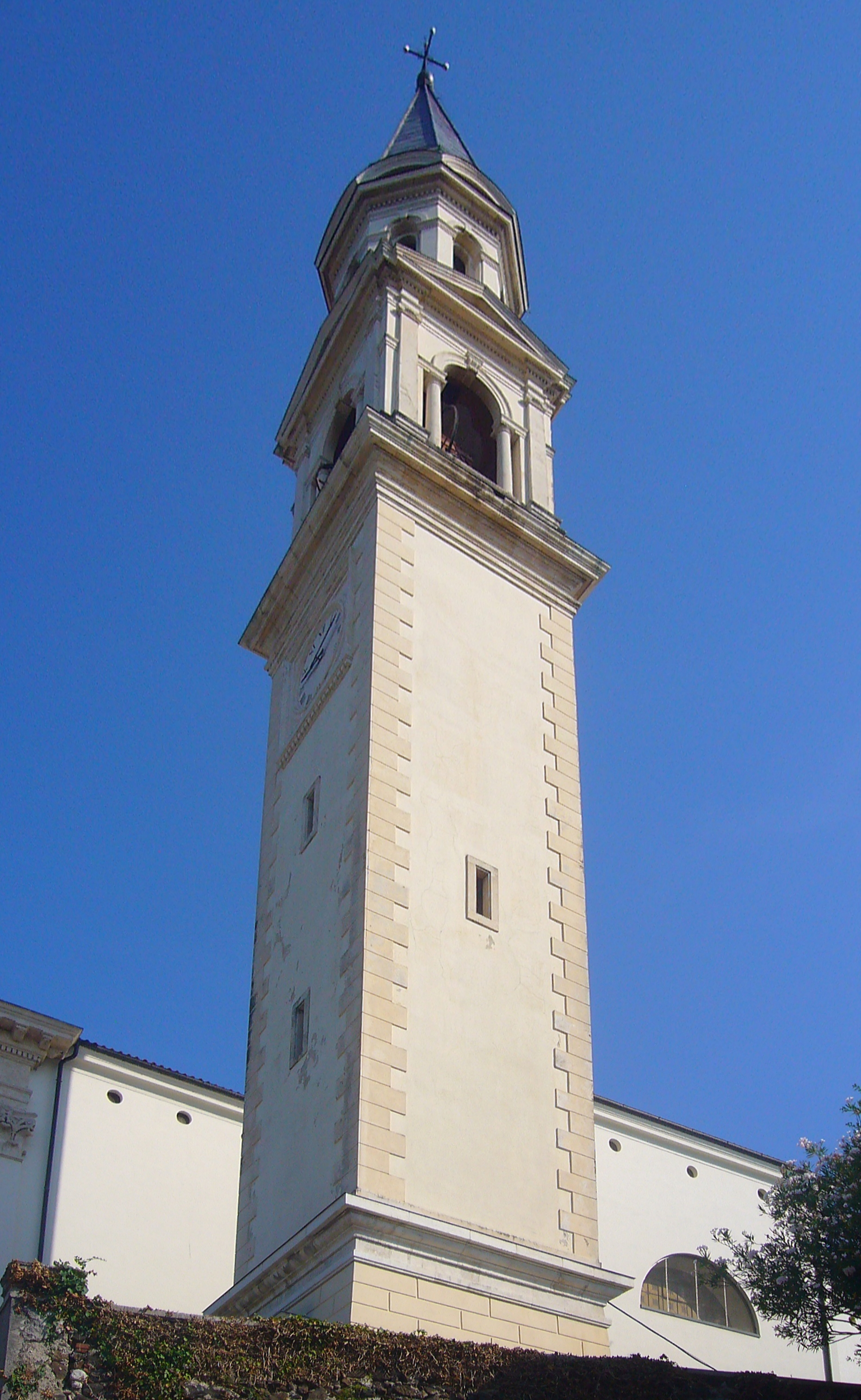
Il campanile della chiesa parrocchiale di Zugliano

Pieve di Santa Maria ai Prati, a Zugliano
Chiesetta di origine antichissima, risalente sicuramente a prima del Mille - ricordata con San Biagio di Grumolo nelle Rationes Decimarum del 1297. Fu per secoli la pieve di Zugliano, ma essendo piuttosto fuori mano, verso la metà del Quattrocento venne costruita la nuova parrocchiale di San Zenone al Castello, dove già esisteva un oratorio.
Chiesa di San Zeno (o Zenone), a Zugliano
Fu consacrata nel 1488, intorno alla metà del Cinquecento divenne parrocchiale abbinando a San Zeno il titolo di Santa Maria, che ormai era caduta in rovina ed interdetta. Venne restaurata nel 1619 e in seguito fu più volte rimaneggiata fino a perdere la fisionomia primitiva; fu restaurata "per voto" dopo la prima guerra mondiale. Custodisce ancor oggi la statua della Madonna Addolorata dal manto nero che, per tradizione secolare, viene portata in processione tra i campi.
Chiesa parrocchiale di San Zenone e di Santa Maria, a Zugliano
Nel 1890 l'antica chiesa, fattasi angusta e cadente, fu demolita per far posto a quella attuale costruita con grande impegno della popolazione. In stile corinzio con pianta a croce greca, fu consacrata nel 1907. Il soffitto presenta un dipinto del Pasquotti; abbelliscono l'interno anche due pregevoli tele del Maganza; sono opera di Francesco Cavallini di Pove l'altare maggiore e quello della reliquia di Sant'Antonio di Padova.
Oratorio di San Bernardino, a Zugliano
Fatto costruire dal conte Giovanni Porto.
Chiesa di San Clemente, a Centrale
Oratorio della B.V. della Neve (o della Madonnetta), a Centrale
Chiesa di San Biagio, a Grumolo Pedemonte
Chiesa di Santa Maria Maddalena, a Grumolo Pedemonte
Chiesa dei Santi Fermo e Rustico
Di origine benedettina, cadde in rovina verso la metà del 1600.
Chiesa di San Bernardino, al Piazzo
Fu costruita nel 1634 per opera del conte Giovanni Porto.

### Architetture civili

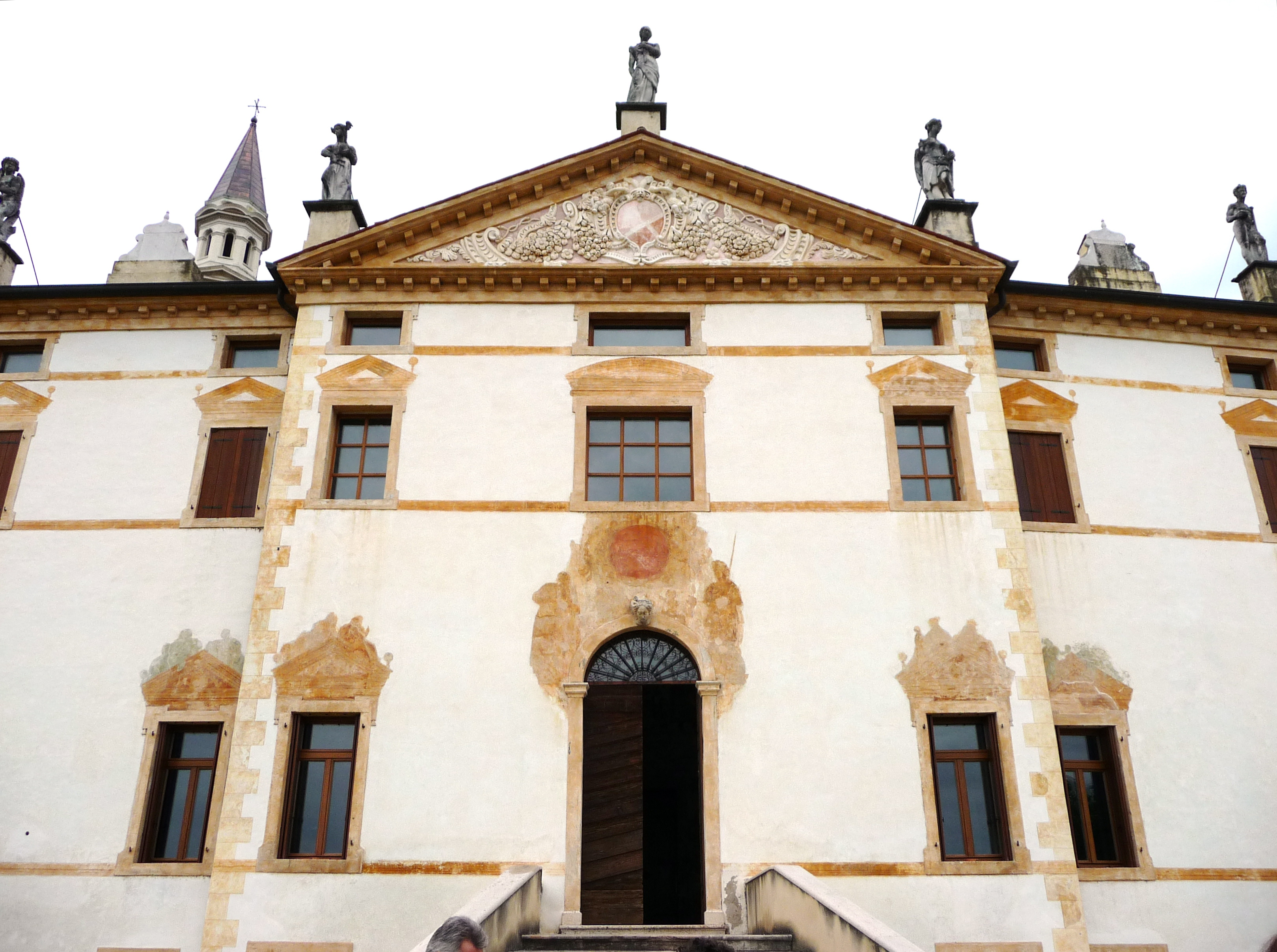
Villa Giusti Suman

Villa Giusti Suman, a Zugliano
Residenza aristocratica, costruita dove sorgeva l'antica casa dei conti Da Zugliano; nel 1939 la contessa Giusti dal Giardino la donò alla parrocchia perché divenisse scuola di dottrina cristiana; durante la guerra ospitò famiglie senza tetto, poi fu anche utilizzata come scuola elementare e palestra; ora è di proprietà del Comune.
Posizionata in posizione dominante sulla pianura sottostante, presenta una facciata magnificamente lavorata e nelle sale interne un ciclo di affreschi: dalla stanza della genesi o salone centrale alla stanza della musica, dalla stanza delle fontane alla stanza delle divinità olimpiche o delle quattro stagioni, alla stanza dei cavalieri o dei crociati. Gli affreschi coprono ben 500 m² delle cinque sale del piano nobile e raffigurano scene della Bibbia, della Gerusalemme Liberata, della Cavalleria. La tradizione e gli esperti attribuiscono quest'opera pittorica a vari autori del Cinque e del Seicento: secondo recenti studi di Nazzareno Leonardi essi vennero eseguiti nel 1592 da Palma il Giovane e da Antonio Vassilacchi, chiamato l'"Aliense", autori che in quegli anni operavano in coppia nel duomo di Salò.
Villa Remigi, a Zugliano
Conosciuta come "il Vaticano", è un edificio rinascimentale di fine Cinquecento, di autore ignoto.
Palazzo Porto Osei, a Zugliano
Edificio storico monumentale vincolato nella Contrada del Piazzo, che per motivi storici e presenze artistiche, testimonia del periodo rinascimentale di Zugliano.
Villa Thiene Ronzani, a Centrale
Casa Porcastri, a Centrale
Villa Rospigliosi, a Centrale
Villa Dal Ferro, a Grumolo Pedemonte
Villa Mioli, a Grumolo Pedemonte

### Altri luoghi d'interesse
Le Fontane
Località che prende il nome da una sorgente posta nella contrà della Villa, lungo l'antica strada di transito intercomunale che correva ai piedi della collina.

## Società

### Evoluzione demografica
Abitanti censiti

## Cultura

### Istruzione

#### Biblioteche
Nel capoluogo vi è la Biblioteca civica, che fa parte della rete di biblioteche vicentine "Biblioinrete", insieme alla maggior parte della biblioteche appartenenti alla Rete Bibliotecaria Vicentina.

#### Scuole
A Zugliano, capoluogo e frazioni, vi sono tre scuole dell'infanzia (private paritarie), due scuole primarie e una scuola secondaria di primo grado statali.

## Geografia antropica
Frazioni di Zugliano sono Centrale e Grumolo Pedemonte.

## Economia
Una volta prevalente, ora l'agricoltura rappresenta un'attività secondaria per l'economia del paese, che si basa sul lavoro misto (industria o artigianato più agricoltura). Fiorente e di antica tradizione è l'orticoltura a Centrale, sempre più impostata modernamente; la viticoltura entra nell'area del "vino Breganze"; l'allevamento del bestiame bovino è orientato sia verso la produzione di carne sia verso quella lattiero-casearia.
La prima industrializzazione è iniziata ancora nella seconda metà dell'Ottocento col sorgere e lo svilupparsi di alcune fabbriche come la Cartiera Nodari (1866), la fabbrica dei cascami di seta "Pfeffer" (1869), la Zironda (1872).
Anche l'artigianato è assai sviluppato e ha un ruolo importante nell'economia del paese. Le aziende, alcune delle quali impiegano un discreto numero di operai, sono circa una sessantina (edilizia, ceramica, settore estrattivo, meccanica, costruzioni elettriche, arredamento, lavorazione del legno, abbigliamento, plastica, alimentari).

## Amministrazione
| Periodo        | Periodo   | Primo cittadino | Partito                           | Carica  | Note |
| -------------- | --------- | --------------- | --------------------------------- | ------- | ---- |
| 26 maggio 2014 | In carica | Sandro Maculan  | Lista civica "Uniti per Zugliano" | Sindaco |      |

### Variazioni
Nel 1816 i comuni di Centrale e di Grumolo Pedemonte furono riuniti al comune di Zugliano, divenendone frazioni.
Nel XX secolo la circoscrizione territoriale ha subito le seguenti modifiche: nel 1942 distacco di territori aggregati al comune di Thiene (Censimento 1936: pop. res. 249).

### Gemellaggi
- Agordo

Nel 2012 il comune di Zugliano ha aderito alla lista dei comuni gemellati con la fondazione "Città della Speranza".